# Хасимото, Синъя
Синъя Хасимото (яп. 橋本 真也, 3 июля 1965, Токи, Гифу — 11 июля 2005, Токио) — японский рестлер, промоутер и актёр. Наряду с Масахиро Тёно и Кэйдзи Муто, Хасимото был назван одним из «трёх мушкетёров», которые начали выступать в New Japan Pro-Wrestling (NJPW) в середине 1980-х годов и доминировали в промоушене в 1990-х годах.
Он являлся одним из трёх рестлеров наравне Муто и Сатоси Кодзима, которые владели титулами чемпиона мира NWA в тяжёлом весе, титул чемпиона Тройной короны в тяжёлом весе и титул чемпиона IWGP в тяжёлом весе, и в целом является пятикратным чемпионом мира.

## Личная жизнь
У Хасимото есть сын Даичи Хасимото, который дебютировал в рестлинге в промоушне Zero1 на 10-м юбилейном шоу 6 марта 2011 года, проиграв Масахиро Тёно. Он также оставил после себя двух маленьких дочерей.

## Смерть
Хасимото внезапно умер от аневризмы головного мозга 11 июля 2005 года в 10:36 утра по дороге в больницу. Сестра Хасимото Масанари утверждала, что за неделю до смерти Хасимото жаловался на боли в груди и думал, что его сердце бьется слишком быстро, но отказался связаться со своим врачом по поводу этих состояний. В 2004 году у Хасимото были проблемы с сердцем, и ему назначили лекарства, но он был вынужден прекратить их принимать после операции на плече. Врач Хасимото утверждал, что наиболее вероятной причиной кровоизлияния в мозг было высокое кровяное давление, и предположил, что к этим проблемам привели другие травмы, перенесенные в течение многих лет.

## Титулы и достижения
- All Japan Pro Wrestling
  - Чемпион Тройной короны в тяжёлом весе (1 раз)[3]
- National Wrestling Alliance
  - Зал славы NWA (2010)
- NWA Pro-Wrestling Xpress
  - Чемпион мира NWA в тяжёлом весе (1 раз)[3]
- New Japan Pro-Wrestling
  - Чемпион IWGP в тяжёлом весе (3 раза)
  - Командный чемпион IWGP (2 раза) — с Маса Саито (1) и Дзюндзи Хирата (1)
  - G1 Climax (1998)[4]
  - Кубок Кюсю (1990)
  - Super Grade Tag League (1992) — с Рики Тёсю[5]
  - Super Grade Tag League (1996) — со Скоттом Нортоном[5]
  - Величайшие рестлеры (2010)[6]
- Nikkan Sports
  - Матч года (1996) против Нобухико Такада 29 апреля[7]
- Pro Wrestling Zero-One
  - Интерконтинентальный командный чемпион NWA (3 раза) — с Наоя Огава (2), с Ёсиаки Фудзивара (1)
- Pro Wrestling Illustrated
  - № 7 в топ 500 рестлеров в рейтинге PWI 500 в 1997
  - № 45 в топ 500 рестлеров в рейтинге PWI Years в 2003
- Tokyo Sports
  - Награда за достижения (2005)[8]
  - Награда за боевой дух (1993)[9]
  - Награда за выдающиеся достижения (1989)[10]
  - Рестлер года (1994)[9]
- Wrestling Observer Newsletter
  - Зал славы Wrestling Observer Newsletter (2000)